# Молибдат свинца
Молибдат свинца — неорганическое соединение, соль металла свинца и молибденовой кислоты с формулой PbMoO4, 
жёлтые кристаллы, 
не растворимые в воде.

## Получение
- Обменные реакции:

{\displaystyle {\mathsf {Na_{2}MoO_{4}+Pb(NO_{3})_{2}\ {\xrightarrow {}}\ PbMoO_{4}\downarrow +2NaNO_{3}}}}
- Сплавление оксида молибдена(VI) с оксидом или карбонатом свинца:

{\displaystyle {\mathsf {MoO_{3}+PbO\ {\xrightarrow {T}}\ PbMoO_{4}}}}
{\displaystyle {\mathsf {MoO_{3}+PbCO_{3}\ {\xrightarrow {T}}\ PbMoO_{4}+CO_{2}}}}

## Физические свойства
Молибдат свинца образует жёлтые кристаллы 
тетрагональной сингонии, 
пространственная группа I 41/a, 
параметры ячейки a = 0,5435 нм, c = 1,211 нм, Z = 4.
Плохо растворяется в воде.

## Применение
- Пигмент.
- Акустические материалы.